# La Voz Kids (Espanya)
La Voz Kids és un concurs de talents espanyol producït per Boomerang TV en col·laboració amb Talpa Media i emès a Telecinco entre el 6 de febrer de 2014 i el 7 de maig de 2018. Des de la temporada següent, s'emet en Antena 3 després d'haver aconseguit un acord per a l'emissió dels formats del concurs.
Aquest format consisteix a triar entre un grup de concursants a aquells que destaquin per les seves qualitats vocals sense que la seva imatge influeixi en la decisió del jurat. La Voz és l'adaptació espanyola del reeixit format neerlandès The Voice, popularitzat arreu del món arran de l'adaptació estatunidenca que emet la cadena NBC des d'abril de 2011.
En la seva etapa de Telecinco es va nomenar a David Bisbal, Malú i Rosario Flores com a instructors, sent Jesús Vázquez el presentador de les gales amb la col·laboració de Tania Llasera des del backstage. En la seva etapa en Antena 3, es va nomenar com coaches a David Bisbal, Rosario Flores, Melendi i Vanesa Martín, sent la presentadora de les gales Eva González, mentre que l'encarregat del backstage serà Juanra Bonet.
Des del començament del programa han passat com a entrenadors diversos cantants consegrats com David Bisbal, Rosario Flores, Antonio Orozco, Manuel Carrasco, Malú o Melendi, així com diversos artistes del panorama musical complint la funció d'"assessors" o ajudants dels entrenadors en l'etapa de "Las Batallas", com ara Carlos Rivera, Niña Pastori, Vanesa Martín, Pastora Soler, Pablo López, Antonio José, El Arrebato, India Martínez o Rosana.
El maig de 2018, Atresmedia va prendre els drets del format a Mediaset, Per això, des de la seva cinquena temporada, el programa s'emet en Antena 3, la qual es va estrenar el 16 de setembre de 2019.

## Equip

### Presentadors
| Edició        | Edició | 1    | 2    | 3    | 4    | 5    | 6    | 7    | 8    |      |      |
| Any           | Any    | 2014 | 2015 | 2017 | 2018 | 2019 | 2021 | 2022 | 2023 | 2024 | 2025 |
| ------------- | ------ | ---- | ---- | ---- | ---- | ---- | ---- | ---- | ---- | ---- | ---- |
| Jesús Vázquez |        |      |      |      |      | N/D  | N/D  | N/D  | N/D  |      |      |
| Tania Llasera |        |      |      |      |      | N/D  | N/D  | N/D  | N/D  |      |      |
| Eva González  | N/D    | N/D  | N/D  | N/D  | N/D  |      |      |      |      |      |      |
| Juanra Bonet  | N/D    | N/D  | N/D  | N/D  | N/D  |      |      |      |      |      |      |

### Línia temporal
| Edició | Edició          | 1        | 2         | 3    | 4          | 5    | 6         | 7         | 8    | 9    | 10   |     |
| Any    | Any             | 2014     | 2015      | 2017 | 2018       | 2019 | 2021      | 2022      | 2023 | 2024 | 2025 |     |
| ------ | --------------- | -------- | --------- | ---- | ---------- | ---- | --------- | --------- | ---- | ---- | ---- | --- |
|        | David Bisbal    |          |           |      | Supercoach |      |           |           |      |      |      |     |
|        | Rosario Flores  |          |           |      |            |      |           | N/D       |      |      | N/D  |     |
|        | Malú            |          | N/D       |      |            |      |           |           |      |      |      |     |
|        | Manuel Carrasco | N/D      |           | N/D  | N/D        | N/D  | N/D       | N/D       | N/D  | N/D  | N/D  | N/D |
|        | Antonio Orozco  | Assessor | N/D       |      |            | N/D  | N/D       | Assessor  |      |      |      |     |
|        | Melendi         | N/D      | N/D       | N/D  |            |      |           | N/D       | N/D  |      | N/D  | N/D |
|        | Vanesa Martín   | N/D      | Assessora | N/D  | Assessora  |      |           | N/D       | N/D  | N/D  | N/D  | N/D |
|        | Pablo López     |          | Assessor  |      | Assessor   |      |           |           |      |      |      |     |
|        | Aitana          |          |           |      |            |      | Assessora |           |      |      |      |     |
|        | Sebastián Yatra |          |           |      |            |      |           |           |      |      |      |     |
|        | Lola Índigo     |          |           |      |            |      |           | Assessora |      |      |      |     |
|        | Edurne          |          |           |      |            |      |           |           |      |      |      |     |
|        | Manuel Turizo   |          |           |      |            |      |           |           |      |      |      |     |

Coaches La Voz Kids 2024
David Bisbal (2014–2017, 2019–2025)
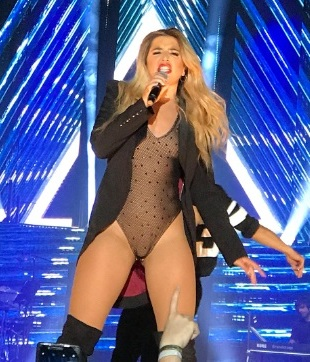
Lola Índigo (2024-2025)
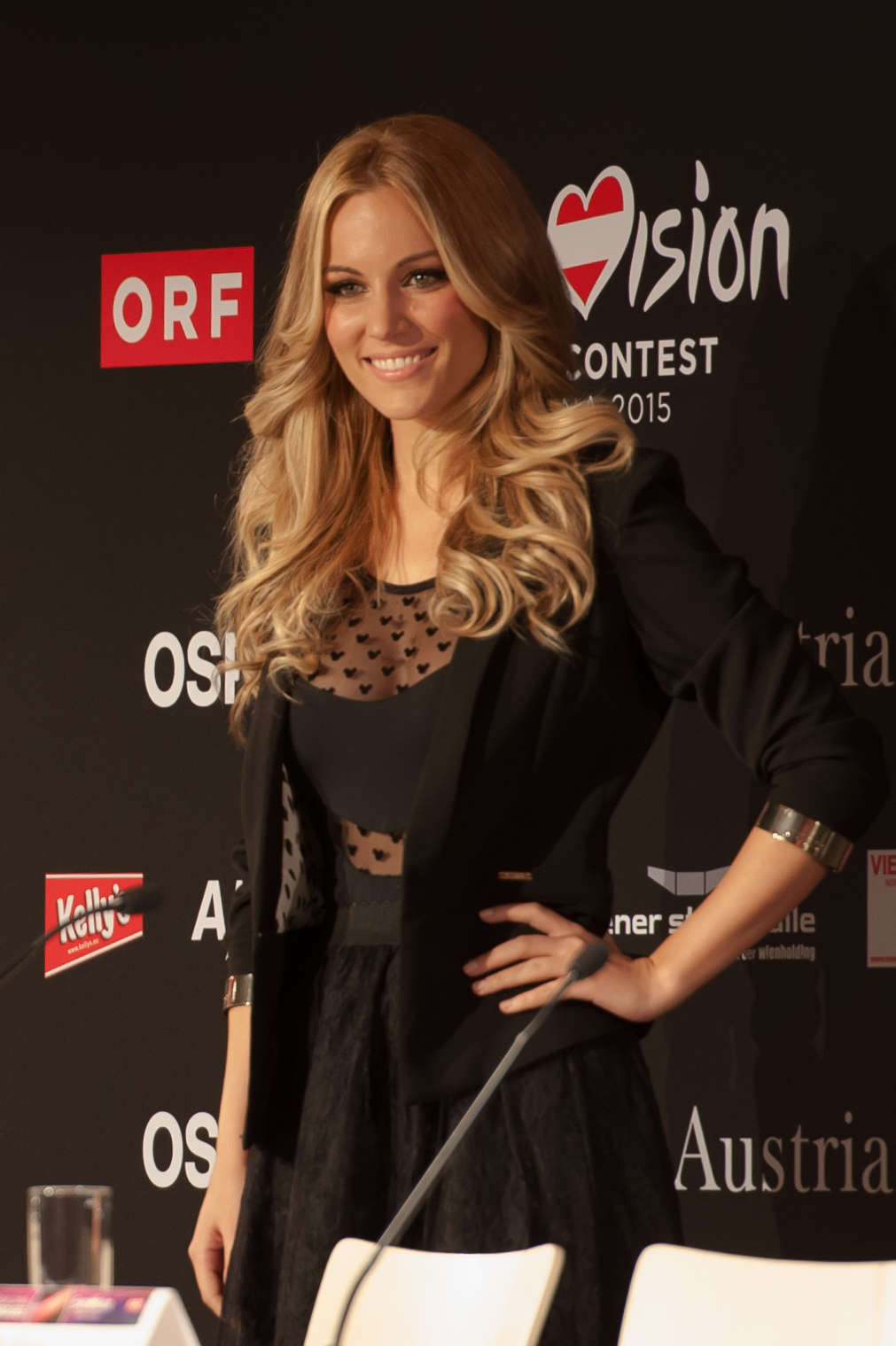
Edurne (2025-)
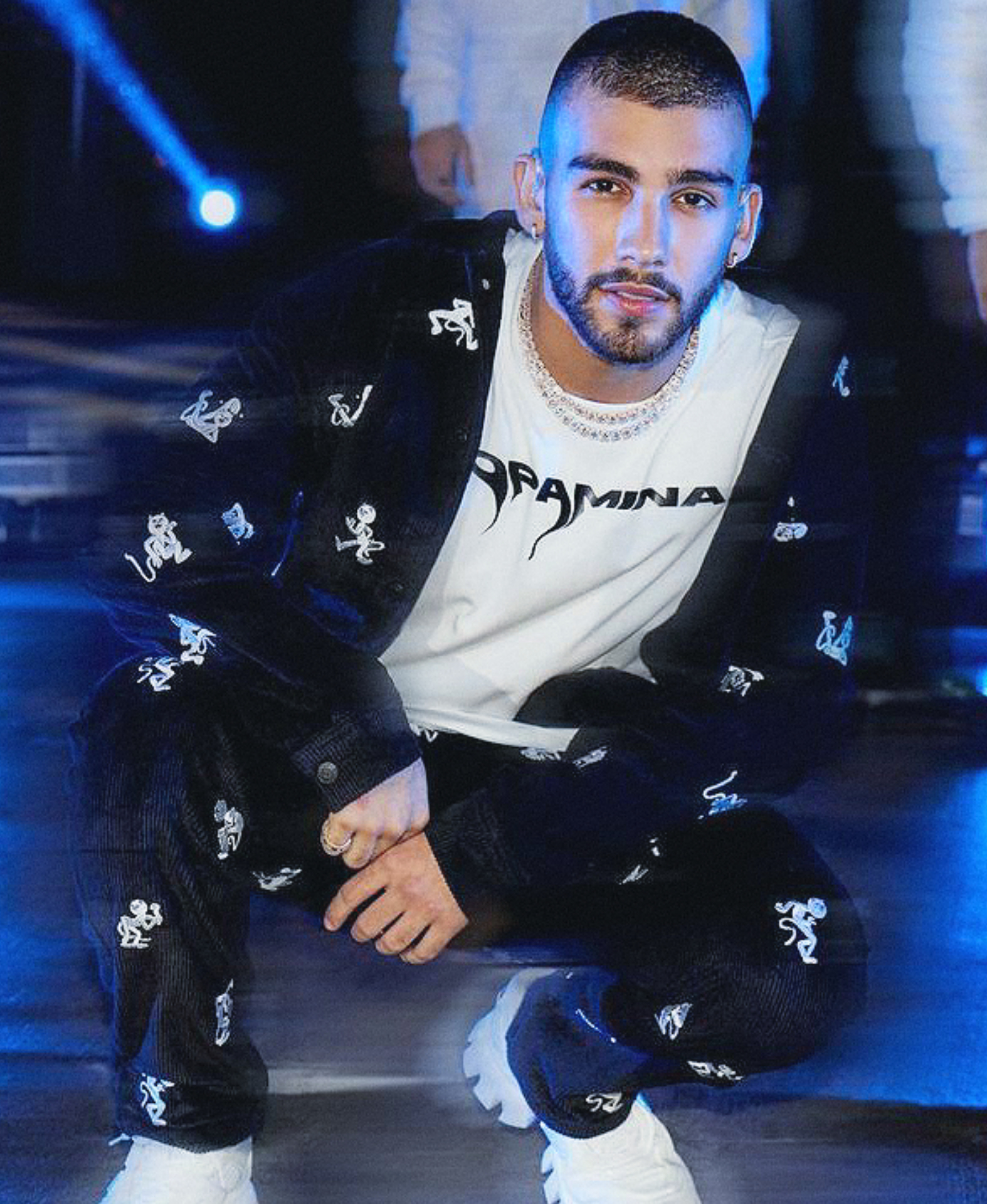
Manuel Turizo (2025)

Futurs Coaches
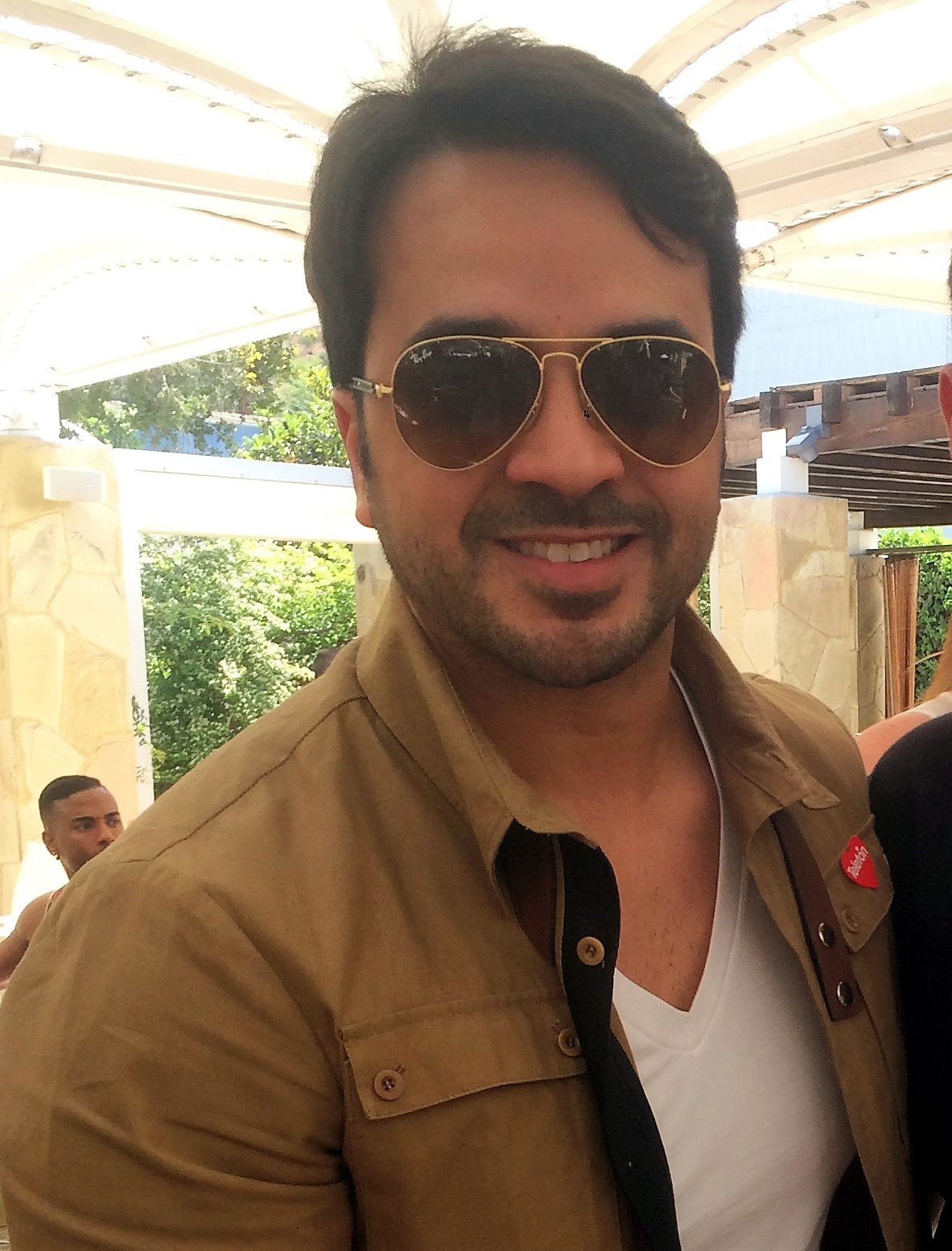
Luis Fonsi (2026)
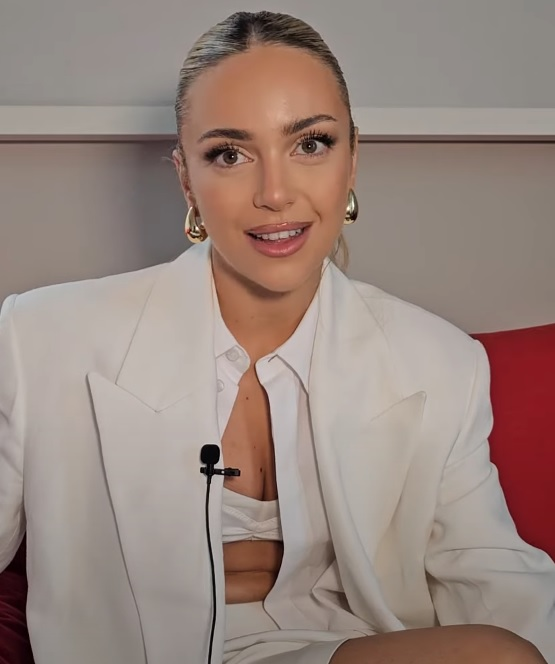
Ana Mena (2026)
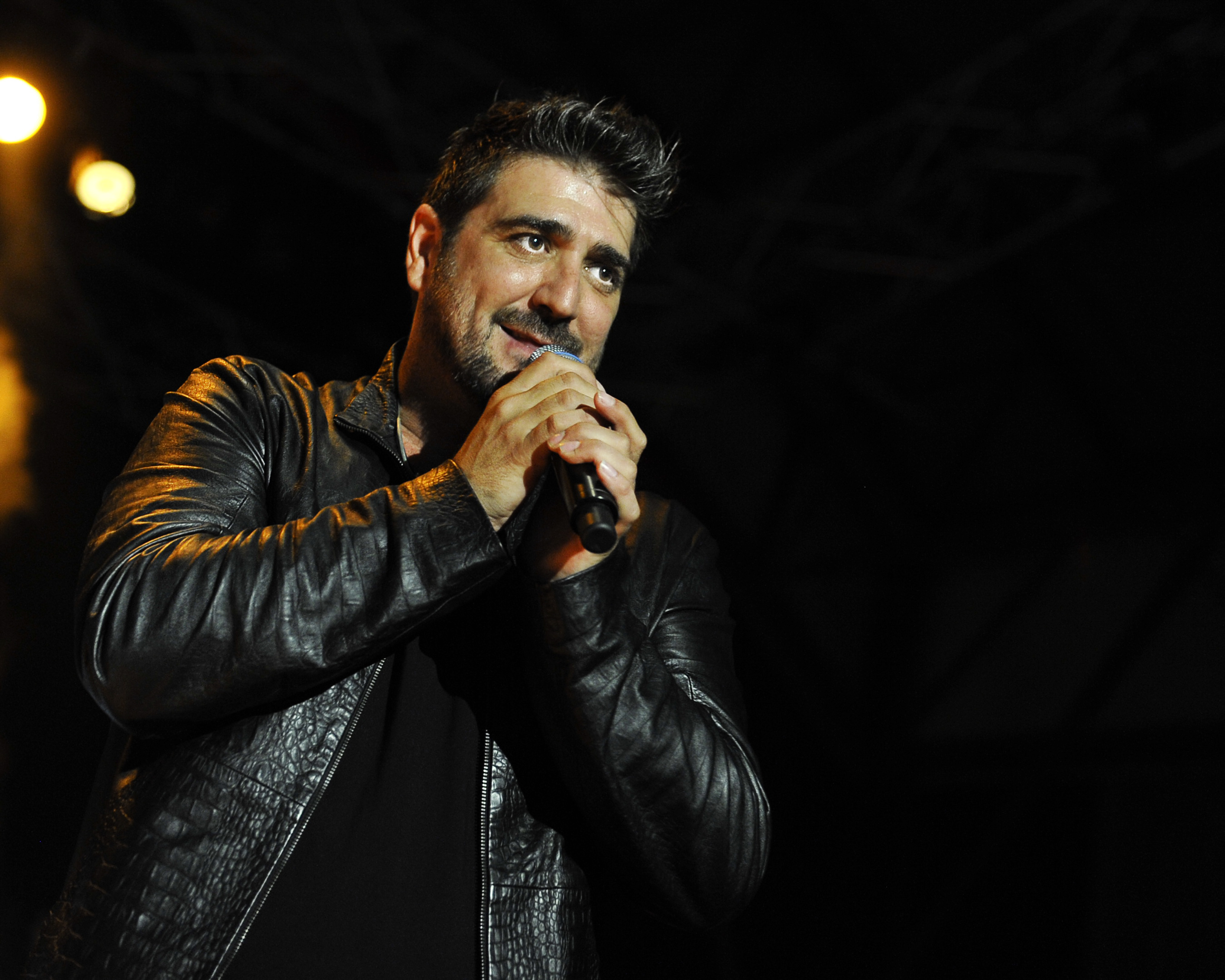
Antonio Orozco (2017–2018, 2026)

Antics Coaches
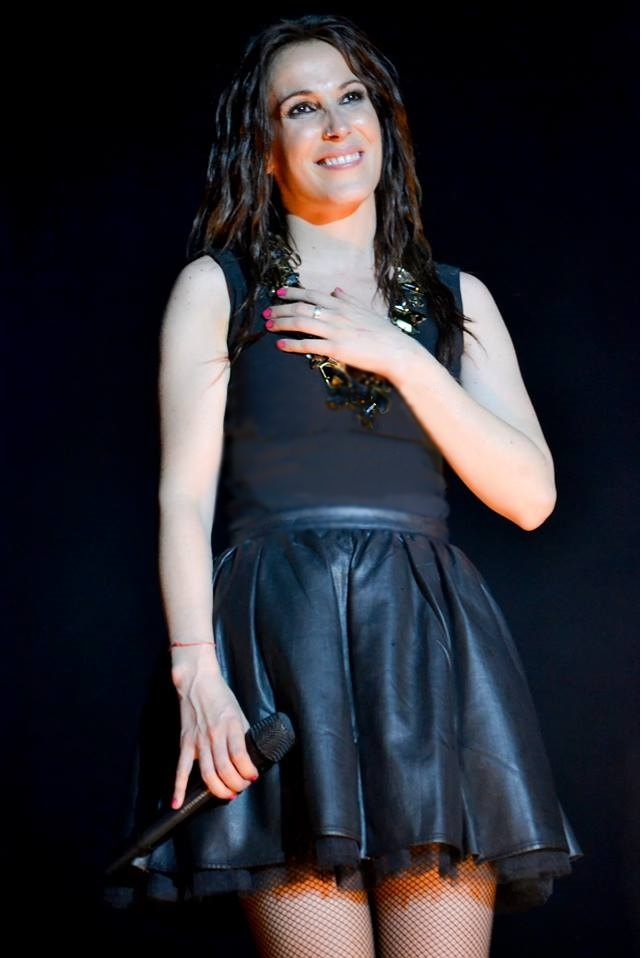
Malú (2014)
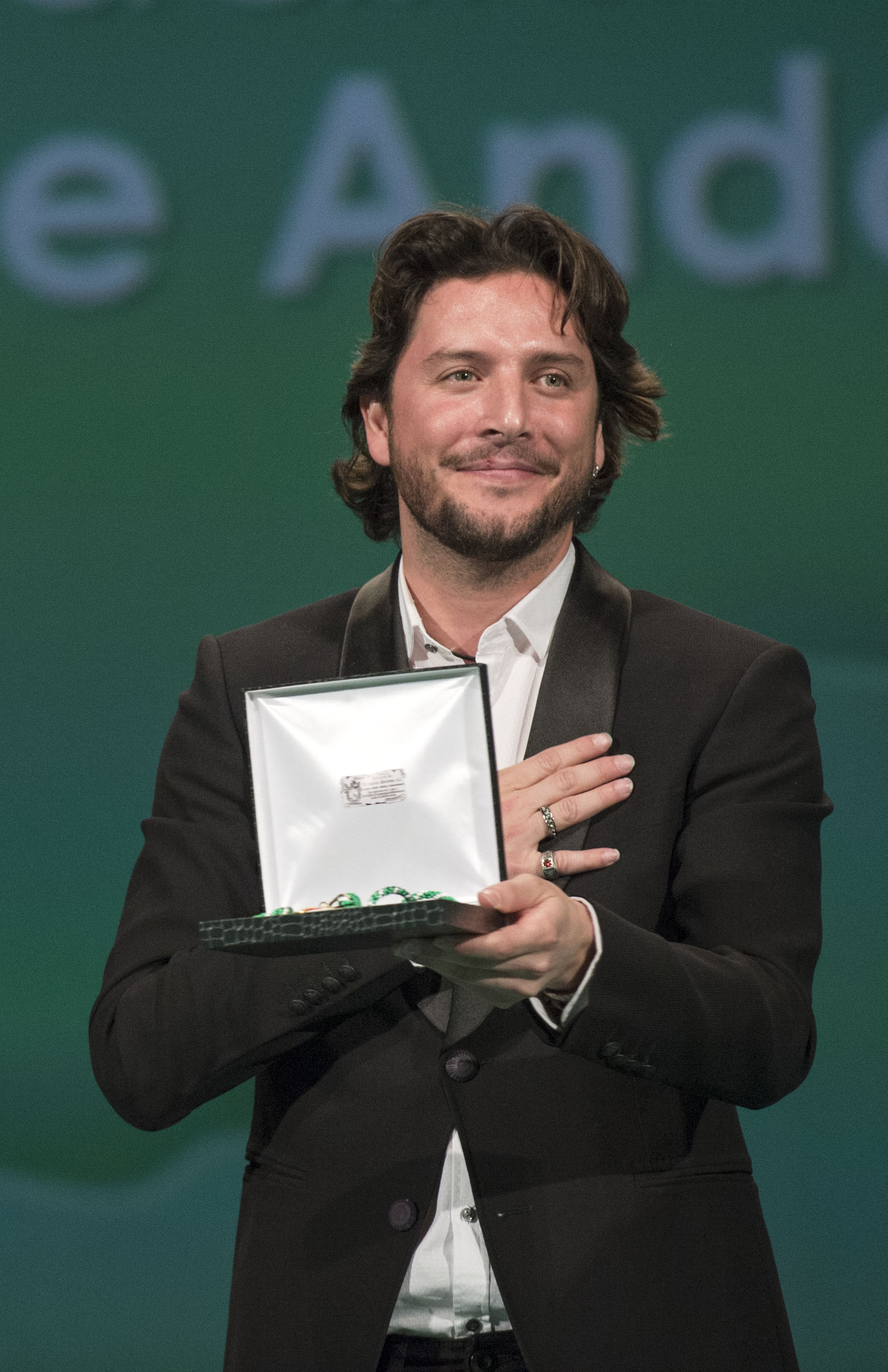
Manuel Carrasco (2015)
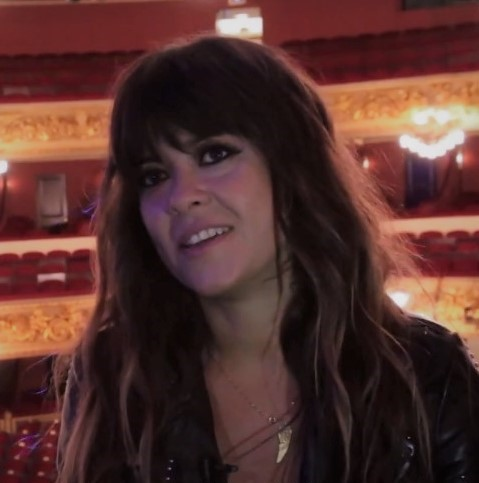
Vanesa Martín (2019–2021)
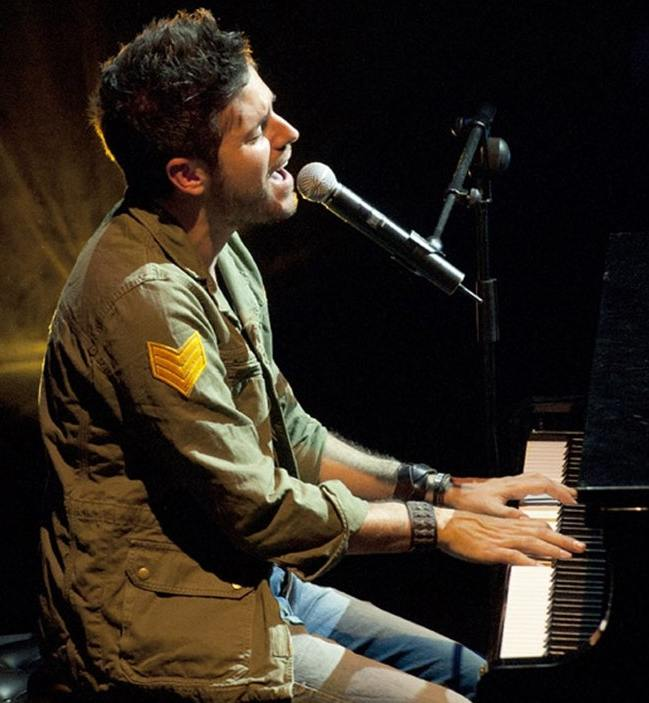
Pablo López (2022)
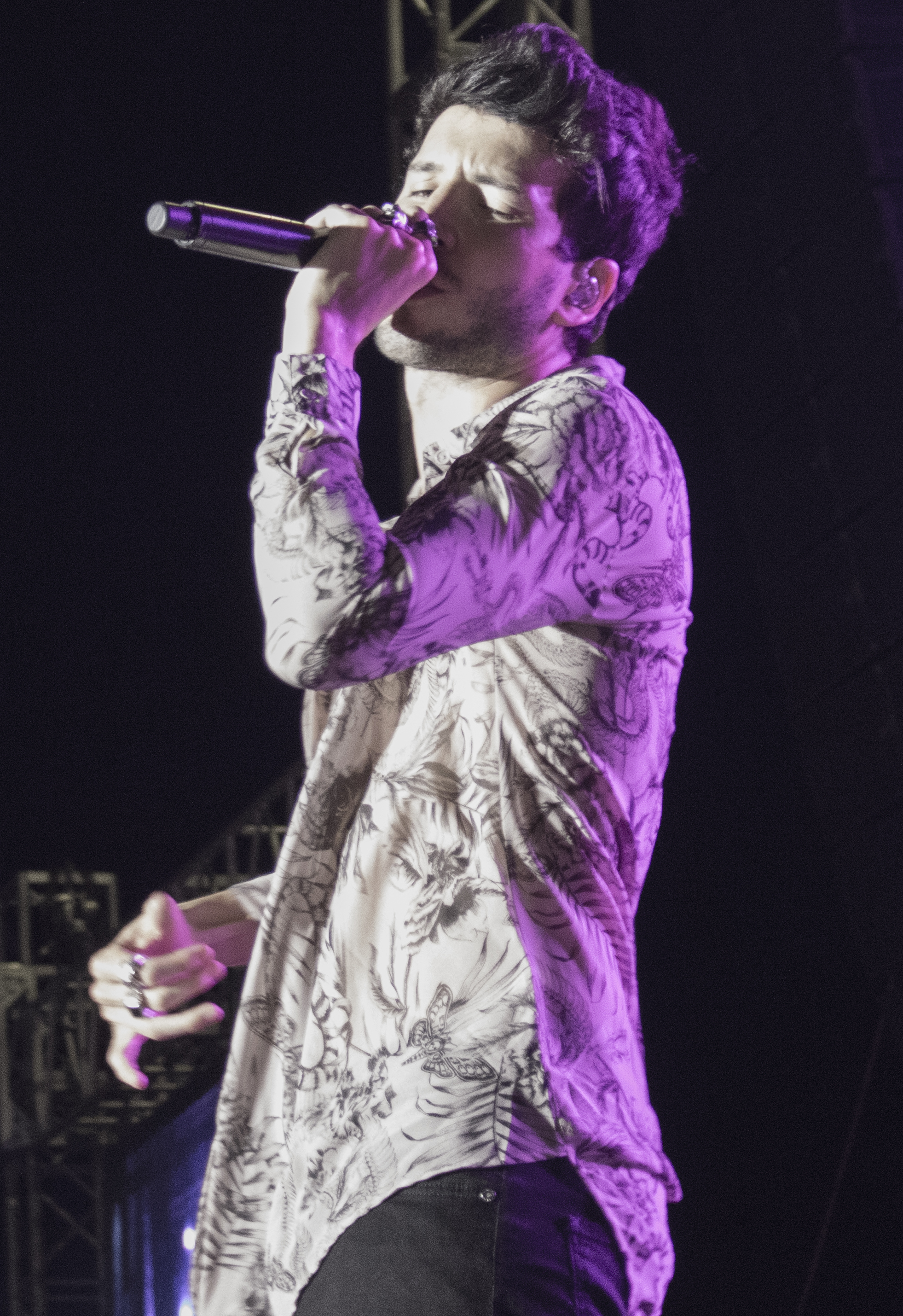
Sebastián Yatra (2022-2023)
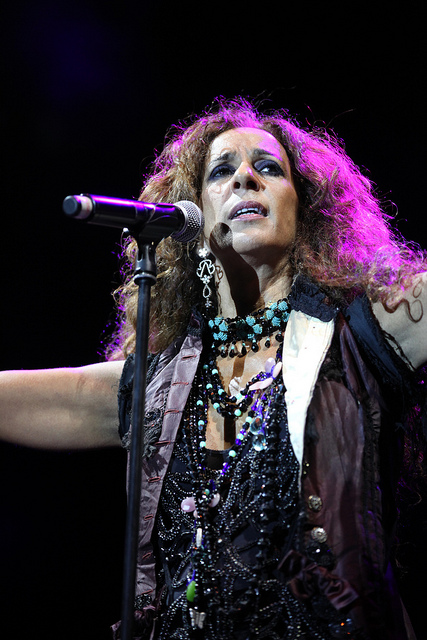
Rosario Flores (2014–2021, 2024)
Melendi (2018–2021, 2024)

### Assessors
| 1  | Antonio Orozco Equip David Bisbal | Niña Pastori Equip Rosario Flores  | Carlos Rivera Equip Malú            | N/a                              |
| 2  | Pablo López Equip David Bisbal    | Pastora Soler Equip Rosario Flores | Vanesa Martín Equip Manuel Carrasco | N/a                              |
| 3  | India Martínez Equip David Bisbal | El Arrebato Equip Rosario Flores   | Antonio José Equip Antonio Orozco   | N/a                              |
| 4  | Vanesa Martín Equip Melendi       | Rosana Equip Rosario Flores        | Pablo López Equip Antonio Orozco    | N/a                              |
| 5  | Niña Pastori Equip David Bisbal   | Lolita Flores Equip Rosario Flores | Pastora Soler Equip Vanesa Martín   | Arkano Equip Melendi             |
| 6  | Aitana Equip David Bisbal         | Rozalén Equip Rosario Flores       | Blas Cantó Equip Vanesa Martín      | Beret Equip Melendi              |
| 7  | Luis Fonsi Equip David Bisbal     | Evaluna Montaner Equip Aitana      | Lola Índigo Equip Sebastián Yatra   | Antonio Orozco Equip Pablo López |
| 8  | Rosa López Equip David Bisbal     | La Mari Equip Rosario Flores       | Dani Fernández Equip Aitana         | Rayden Equip Sebastián Yatra     |
| 9  | Álvaro Soler Equip David Bisbal   | Judeline Equip Lola Indigo         | El Kanka Equip Rosario Flores       | Mau & Ricky Equip Melendi        |
| 10 | Danna Paola Equip David Bisbal    | Natalia Lacunza Equip Edurne       | Rvfv Equip Lola Indigo              | Kapo Equip Manuel Turizo         |

### Equips (Per Ordre de Cadires)
| Edició | Coaches                                                | Coaches                                                                 | Coaches                                                 | Coaches                        |
| 1      | David Bisbal                                           | Rosario Flores                                                          | Malú                                                    | N/a                            |
| ------ | ------------------------------------------------------ | ----------------------------------------------------------------------- | ------------------------------------------------------- | ------------------------------ |
| 1      | Raúl Vidal (El Balilla) Eva Ruíz Carlos Alfredo Colina | Triana Sánchez (Triana d'Alba) Alba Blazquez Eric Abril                 | María Parrado Pilar Bogado Carlos Weinberg              | N/a                            |
| 2      | David Bisbal                                           | Rosario Flores                                                          | Manuel Carrasco                                         | N/a                            |
| 2      | Javier Erro Roger Corbalán                             | Índigo Salvador Toñi Amador                                             | José María Ruiz Carmen Pendones                         | N/a                            |
| 3      | David Bisbal                                           | Rosario Flores                                                          | Antonio Orozco                                          | N/a                            |
| 3      | Esperanza Garrido Dani Juanico Mónica Maranillo        | Antonio Díez Lucena (Aray) Sara Deop Perea Antonio Cortés & Paco Cortés | Rocío Aguilar Pedro Morales Bellido Rocío Hernández     | N/a                            |
| 4      | Melendi                                                | Rosario Flores                                                          | Antonio Orozco                                          | N/a                            |
| 4      | Melani Garcia Gaspar Lucía Frias Luna Noemí Fernández  | Jeremai Cruz Nayra Gomar Yastina Samper Yonaviciute                     | Flori Alexandra Cutitaru Sara Ilarregui Juanfri Castell | N/a                            |
| 5      | David Bisbal                                           | Rosario Flores                                                          | Vanesa Martín                                           | Melendi                        |
| 5      | Irene Gil Salvador Bermúdez                            | Daniel García José Luis Sanzerito (Chavito)                             | Aysha Bengoetxea Patricia García                        | Sofía Esteban Julio Gómez      |
| 6      | David Bisbal                                           | Rosario Flores                                                          | Vanesa Martín                                           | Melendi                        |
| 6      | Rocío Avilés Manuel Ayra                               | Nazaret Moreno Jesús Montero                                            | Lola Avilés Javier Crespo                               | Levi Díaz Jesús del Río        |
| 7      | David Bisbal                                           | Aitana                                                                  | Sebastián Yatra                                         | Pablo López                    |
| 7      | Triana JiménezIrene Molina                             | Marina Oliván Roberta Fauteck                                           | Marta Porris Antonio Cortés                             | Pol CalvoFran García           |
| 8      | David Bisbal                                           | Rosario Flores                                                          | Aitana                                                  | Sebastián Yatra                |
| 8      | Lucía Baizán Adrián Campos                             | Amanda Sánchez Zhanel Ali                                               | Manuela de la Fuente Álvaro Tadeo                       | Rubén Franco Béty Dumitru      |
| 9      | David Bisbal                                           | Lola Índigo                                                             | Rosario Flores                                          | Melendi                        |
| 9      | Alira Moya Mario Torres                                | Rafael Mateo Aitana Velásques                                           | Juan Francisco Morán Rafael Amador                      | Vera Lukash Martina Fernández  |
| 10     | David Bisbal                                           | Edurne                                                                  | Lola Índigo                                             | Manuel Turizo                  |
| 10     | Miguel Ramírez Emilio Barrul                           | Manuel Pato Isabel Buendía                                              | Lucía Pascual David Calvo                               | Lucas Paulano Geraldine Aranda |

     1r lloc
     2n lloc
     3.r lloc
     4t lloc
- Els finalistes de cada equip estan situats al principi de la llista, en negreta.
- Els participants estan llistats en l'ordre en el qual van anar sent eliminats.
- Els participants estan ordenats segons la temporada en la qual han participat i l'instructor amb el qual van participar.

### Resum
| - Equip David - Equip Rosario - Equip Malú - Equip Manuel - Equip Antonio | - Equip Melendi - Equip Vanesa - Equip Aitana - Equip Yatra - Equip Pablo | - Equip Lola - Equip Edurne - Equip Turizo |

| Temporada | Estrena                | Final                  | La Voz Kids España | Segon lloc               | Tercer lloc       | Quart lloc       | Coach Guanyador | Presentador   | Backstage     | Coaches | Coaches     | Coaches     | Coaches       | Cadena |
| Temporada | Estrena                | Final                  | La Voz Kids España | Segon lloc               | Tercer lloc       | Quart lloc       | Coach Guanyador | Presentador   | Backstage     | 1       | 2           | 3           | 4             | Cadena |
| --------- | ---------------------- | ---------------------- | ------------------ | ------------------------ | ----------------- | ---------------- | --------------- | ------------- | ------------- | ------- | ----------- | ----------- | ------------- | ------ |
| 1         | 6 de febrer de 2014    | 20 de març de 2014     | María Parrado      | Raúl Vidal               | Triana Sánchez    | N/a              | Malú            | Jesús Vázquez | Tania Llasera | David   | Rosario     | Malú        | N/a           |        |
| 2         | 6 de febrer de 2015    | 20 de març de 2015     | José María Ruiz    | Javier Erro              | Índigo Salvador   | N/a              | Manuel Carrasco | Jesús Vázquez | Tania Llasera | David   | Rosario     | Manuel      | N/a           |        |
| 3         | 10 de març de 2017     | 5 de maig de 2017      | Rocío Aguilar      | Antonio Díez Lucena      | Esperanza Garrido | N/a              | Antonio Orozco  | Jesús Vázquez | Tania Llasera | David   | Rosario     | Antonio     | N/a           |        |
| 4         | 19 de febrer de 2018   | 14 de maig de 2018     | Melani García      | Flori Alexandra Cutitaru | Jeremai Cruz      | N/a              | Melendi         | Jesús Vázquez | Tania Llasera | Melendi | Rosario     | Antonio     | N/a           |        |
| 5         | 16 de setembre de 2019 | 27 de desembre de 2019 | Irene Gil          | Daniel García            | Sofía Esteban     | Aysha Bengoetxea | David Bisbal    | Eva González  | Juanra Bonet  | David   | Rosario     | Vanesa      | Melendi       |        |
| 6         | 7 de maig de 2021      | 23 de juliol de 2021   | Levi Díaz          | Nazaret Moreno           | Lola Avilés       | Rocío Avilés     | Melendi         | Eva González  | Juanra Bonet  | David   | Rosario     | Vanesa      | Melendi       |        |
| 7         | 27 de mayo de 2022     | 22 de juliol de 2022   | Pol Calvo          | Marina Oliván            | Triana Jiménez    | Antonio Cortés   | Pablo López     | Eva González  | Juanra Bonet  | David   | Aitana      | Yatra       | Pablo         |        |
| 8         | 15 d'abril de 2023     | 8 de Juliol de 2023    | Rubén Franco       | No proclamat             | No proclamat      | No proclamat     | Sebastián Yatra | Eva González  | Juanra Bonet  | David   | Rosario     | Aitana      | Yatra         |        |
| 9         | 13 d'abril de 2024     | 13 de juliol de 2024   | Alira Moya         | No proclamat             | No proclamat      | No proclamat     | David Bisbal    | Eva González  | Juanra Bonet  | David   | Lola Índigo | Rosario     | Melendi       |        |
| 9         | 3 de maig de 2025      | 19 de juliol de 2025   | Lucas Paulano      | No proclamat             | No proclamat      | No proclamat     | Manuel Turizo   | Eva González  | Juanra Bonet  | David   | Edurne      | Lola Índigo | Manuel Turizo |        |

## Format
La voz Kids és la versió de La voz per a nens d'entre 7 i 15 anys. Aquest compta amb quatre fases diferents durant la competència.

### Fase 1: Les audicions a cegues
En aquesta fase, els tres entrenadors estaran d'esquena als participants i es guiaran únicament per la seva veu. Són 93 joves, no obstant això, només 45 aconseguiran pujar-se a l'escenari. Si la veu del concursant conquista a un membre del jurat, aquest premerà un botó que farà girar la seva cadira per a poder veure al participant. D'aquesta manera, demostrarà que desitja que aquest concursant formi part del seu equip. Si més d'un entrenador oprimeix el botó, el participant tindrà l'opció de decidir amb qual dels tres vol formar-se en aquesta competició; però si un únic entrenador prem el botó, el concursant s'anirà al seu equip automàticament. En cas que ningú del jurat premi el botó, significarà que el participant no ha estat seleccionat.

### Fase 2: Les batalles
En aquesta etapa, els entrenadors es veuran obligats a reduir el seu equip a un terç. Hauran d'enfrontar a tres dels seus integrants els quals hauran de cantar en un "ring". Els qui s'enfrontin hauran de demostrar qui té la millor veu. Al final, cada entrenador prendrà la decisió d'eliminar a dues d'ells, els qui hauran d'abandonar la competició. Perquè els entrenadors puguin prendre una decisió, són assessorats per altres cantants. Després triaran a dos i els altres tres cantaran la cançó que van cantar en les audicions a cegues, de manera que triïn a un d'aquests tres i s'unirà als altres dos per als directes.

### Fase 3: L'últim assalt
Cada concursant haurà de defensar davant els membres del jurat i assessors dels mateixos el seu tema de les audicions a cegues. De cada equip, seran únicament dos concursants els que passaran a la gran final.

### Fase 4: La gran final
Aquesta última fase del programa engloba dues parts: La semifinal i la final. Els finalistes cantaran temes individualment, així com amb els seus respectius entrenadors, a més de les actuacions amb artistes convidats. Després de la primera eliminació, només un concursant de cada equip lluitarà per la victòria.

## La Voz Kids (2014)
A mitjan mes de abril de 2013, la cadena Telecinco i Boomerang TV van iniciar la cerca d'un grup d'aspirants que destaquessin per la seva qualitat vocal. Per a això, va posar en marxa un procés de selecció de concursants per a participar en La Voz Kids. Els aspirants que volguessin formar part en el procés de selecció del concurso de talent de Telecinco, havien d'inscriure's en la web de la cadena o a través d'un telèfon habilitat a aquest efecte que va ser promocionat en antena mitjançant una campanya publicitària.
Després de les inscripcions dels aspirants, el 13 de maig van arrencar les audicions presencials en Madrid, Barcelona, Sevilla, Las Palmas de Gran Canaria, València, Bilbao i La Corunya. Malgrat estar en plena selecció, els interessats encara podien inscriure's a través de les vies habilitades.
El 30 de juliol de 2013, Telecinco va donar a conèixer en una publicació en la web oficial del programa, les dades oficials de la primera fase del procés de selecció de La Voz Kids, on més de 10 000 nens i nenes es van presentar a les audicions per a formar part de la primera edició del format júnior en Espanya. Així, l'equip va començar llavors l'enregistrament les audicions a cegues, que van finalitzar el 8 d'agost.

### Coaches
| Nom            | Edat    | Descripció             | Estil musical | Assessors      | Edat    |
| -------------- | ------- | ---------------------- | ------------- | -------------- | ------- |
| Malú           | 32 anys | Artista                | Pop espanyol  | Carlos Rivera  | 29 anys |
| Rosario Flores | 50 anys | Artista consagrada     | Pop Espanyol  | Niña Pastori   | 36 anys |
| David Bisbal   | 35 anys | Estrella internacional | Pop Llatí     | Antonio Orozco | 41 anys |

### Equips
|    |                             | Equip Malú        | Equip Rosario              | Equip Bisbal            |
| -- | --------------------------- | ----------------- | -------------------------- | ----------------------- |
|    | 1                           | María Parrado     | Triana Sánchez             | Raúl Vidal (El Balilla) |
| 2  | Pilar Bogado                | Alba Blázquez     | Eva Ruíz                   |                         |
| 3  | Carlos Weinberg             | Eric Abril        | Carlos Alfredo Colina      |                         |
| 4  | Iraila Latorre († 2014)     | Nerea Royo Tierno | David García Memba         |                         |
| 5  | Camila Bonilla González     | Inma Romero       | Dani Parreño               |                         |
| 6  | Salma Díaz                  | Kerman Gardel     | Paula Coria                |                         |
| 7  | Mariz Molina                | Sofía Gaona       | Calum Heaslip Arredondo    |                         |
| 8  | Iraida García Paola Milagro | Martín            | Laura Serrano              |                         |
| 9  | Aarón Blasco                | Lucía García      | Elena Alberdi              |                         |
| 10 | Sofia Coll i Benito         | Lia Wickham       | Iván Cabezas               |                         |
| 11 | Ana Mancebo                 | Sara Serena       | Daniel Oviedo Jesús Oviedo |                         |
| 12 | Carmen Navarro              | Teresa Salgado    | Coraima Durán              |                         |
| 13 | Sara Reimer                 | Nerea Roblas      | Eduardo Sánchez            |                         |
| 14 | Carmen Lorenzo              | Alena Corcoran    | David Parejo               |                         |
| 15 | Yudit Romero                | Silvia Del Río    | Yasira Díaz                |                         |

     La Voz (guanyador/a).
     Segon lloc.
     Tercer lloc.
     Concursant eliminat a la gala.
     Concursant eliminat en l'últim assalt (sing-off).
     Concursant eliminat en la ronda de batalles.

## La Voz Kids 2 (2015)

### Coaches
| Nom             | Edat    | Descripció             | Estil musical | Assessors     | Edat    |
| --------------- | ------- | ---------------------- | ------------- | ------------- | ------- |
| Manuel Carrasco | 34 anys | Artista consagrat      | Pop Espanyol  | Vanesa Martín | 34 anys |
| Rosario Flores  | 51 anys | Artista consagrada     | Pop Espanyol  | Pastora Soler | 36 anys |
| David Bisbal    | 35 anys | Estrella internacional | Pop Llatí     | Pablo López   | 33 anys |

### Equips
|    |                                | Equip Manuel      | Equip Rosario      | Equip Bisbal |
| -- | ------------------------------ | ----------------- | ------------------ | ------------ |
|    | 1                              | José María Ruíz   | Índigo Salvador    | Javier Erro  |
| 2  | Carmen Pendones                | Toñi Amador       | Roger Corbalán     |              |
| 3  | Elisha Lang                    | Charlotte Summers | Fernando Tintor    |              |
| 4  | Mar Hernández                  | Manuel Sierra     | Juanma Guzmán      |              |
| 5  | Marlén Hernández               | Nacho Bumburo     | Nicole Fernández   |              |
| 6  | Claudia Menor                  | Paula             | Ana Requena        |              |
| 7  | María Torres                   | Rocío Sánchez     | Teresa             |              |
| 8  | Cristina Rendón Sara Henríquez | Hada Rodríguez    | Lucía Molina       |              |
| 9  | Juanjo García                  | Rocío Hernández   | Ona Osuna          |              |
| 10 | Lucía                          | Beatriz García    | Evelyn Cabrera     |              |
| 11 | Nil Garriga                    | Sian Guirao       | Sofía Muñoz        |              |
| 12 | Aisha Descane                  | Julia Halcón      | Antonio Moreno     |              |
| 13 | María Rodríguez                | Siria Malo        | Lydia Vidal (Lyly) |              |
| 14 | Andrea Pérez                   | Leyre Berroa      | José Luis Cantero  |              |
| 15 | Alba Robles                    | Montse Sánchez    | Sergio Almagro     |              |

     La voz (guanyador).
     Segon lloc.
     Tercer lloc.
     Concursant eliminat a la gala.
     Concursant eliminat en l'últim assalt (sing-off).
     Concursant eliminat en la ronda de batalles.

## La Voz Kids 3 (2017)

### Coaches
| Nom            | Edat    | Descripció             | Estil musical | Assessors      | Edat    |
| -------------- | ------- | ---------------------- | ------------- | -------------- | ------- |
| Antonio Orozco | 44 anys | Artista consagrat      | Pop Espanyol  | Antonio José   | 22 anys |
| Rosario Flores | 53 anys | Artista consagrada     | Pop Espanyol  | El Arrebato    | 47 anys |
| David Bisbal   | 37 anys | Estrella internacional | Pop Llatí     | India Martínez | 31 anys |

### Equips
|    |                              | Equip Antonio              | Equip Rosario        | Equip Bisbal |
| -- | ---------------------------- | -------------------------- | -------------------- | ------------ |
| 1  | Rocío Aguilar                | Antonio Díez Lucena (Aray) | Esperanza Garrido    |              |
| 2  | Pedro Morales Bellido        | Sara Deop Perea            | Daniel Juanico       |              |
| 3  | Rocío Hernández              | Antonio Cortés Paco Cortés | Mónica Maranillo     |              |
| 4  | Izan Llunas                  | Diego Poch                 | Aroa Defe            |              |
| 5  | Paula Martínez               | Aitana Fernández           | Hayk Arsenyan        |              |
| 6  | Sergio Molina Molero         | Ana Jiménez                | Edgar Bao            |              |
| 7  | Naiara Bonilla Barrena       | Marc Cuevas Pomar          | Leire Suárez         |              |
| 8  | Bárbara                      | María Rodríguez            | Carla Núñez          |              |
| 9  | Maren Alonso                 | Lucía                      | Marc Betriu          |              |
| 10 | María Betriu                 | Francine                   | Sofía Mateos         |              |
| 11 | Paz Quiroga                  | Roma Rodríguez             | Alexandra            |              |
| 12 | Carla Tomás                  | David Cabrera              | Celia Rodríguez      |              |
| 13 | Julia Cummins                | Marta Barreno Bazán        | Suzete Correa        |              |
| 14 | Mireia García                | Natalia Utrero             | Sara Gessed          |              |
| 15 | Fermín Astrain Cia           | Julia Cortés               | Rodrigo Pérez        |              |
| 16 | Maddi Salvatierra Echevarría | Paula Sánchez              | Xavier Fornaguera    |              |
| 17 | Carmen Silveria              | Kely                       | Lorena Santos Moreno |              |
| 18 | María Teresa Rejo            | Carlos Contreras           | Marta                |              |

     La voz (guanyador).
     Segon lloc.
     Tercer lloc.
     Concursant eliminat a la gala.
     Concursant eliminat en l'últim assalt (sing-off).
     Concursant eliminat en la ronda de batalles.

## La Voz Kids 4 (2018)

### Coaches
| Nom            | Edat    | Descripció             | Estil musical     | Assessors     | Edat    |
| -------------- | ------- | ---------------------- | ----------------- | ------------- | ------- |
| Melendi        | 39 anys | Artista consagrat      | Pop-Rock Espanyol | Vanesa Martín | 37 anys |
| Rosario Flores | 54 anys | Artista consagrada     | Pop Espanyol      | Rosana        | 54 anys |
| Antonio Orozco | 45 anys | Artista consagrat      | Pop Espanyol      | Pablo López   | 33 anys |
| Super coach    |         |                        |                   |               |         |
| David Bisbal   | 38 anys | Estrella internacional | Pop Llatí         |               |         |

### Equips
|    |                                  | Equip Melendi          | Equip Rosario             | Equip Antonio |
| -- | -------------------------------- | ---------------------- | ------------------------- | ------------- |
| 1  | Melani García                    | Jeremai Cruz           | Flori Alexandra Cutitaru  |               |
| 2  | Lucía Frías Luna                 | Yastina Samper         | Sara Ilarregui            |               |
| 3  | Noemí Fernández                  | Nayra Gomar            | Juanfri Castell           |               |
| 4  | Javier Naranjo                   | Ramón Campos Barroso   | Víctor Embalo             |               |
| 5  | Alexia Caraballo                 | Oriol Garrell          | Samuel Romo (El Samu)     |               |
| 6  | Diego Carrascosa Navarro         | Steven López           | Ainhoa Flores             |               |
| 7  | Gabriela Suárez Díaz             | Jenyfer Pasca          | Camila                    |               |
| 8  | Álvaro Figueiras                 | Rocío Almena           | Ariadna Vieyra Danés      |               |
| 9  | Alejandra Cana                   | Julia Lledó Ripoll     | Paula Cruces              |               |
| 10 | Yael Bellen                      | Arían Tapia            | Samuel Yareth             |               |
| 11 | Laura Gibert                     | Laura Diepstraten      | Laura Ripoll              |               |
| 12 | Óscar Cantalejo                  | Antonio Fernández      | Rosalía Arias             |               |
| 13 | Nerea González Hernández         | José Manuel            | Judith                    |               |
| 14 | Laura Fernández                  | Iván Barrull           | Elisa Navero Marín        |               |
| 15 | Lyka Ramírez Cruz                | Carla Olga (La Petite) | Irene Colmenero Fernández |               |
| 16 | Camino Moreno Inglés Pedro Vegas | Rocío Barroso          | Carolina                  |               |
| 17 | Georgina Dagas                   | Laura González         | Isabel Servan             |               |
| 18 | Miryam                           | Unai                   | Nerea López               |               |
| 19 | Nazaret García                   | Sergio García          | Ana González              |               |
| 20 | Elsa Tortonda Ropera             | Pablo Arias            | Elena Acosta              |               |
| 21 | Noelia                           | Helena Cruz Vila       | Naiala Narciso            |               |
| 22 | Lucía Rodrigo                    | Valentina Morte        | Nora López                |               |
| 23 | Georgina Safont                  | Edurne Rodríguez       | Allegra Meazza            |               |
| 24 | Caterina Lumina                  | Fernando Navarro       | Laura Pintado             |               |

     La voz (guanyador).
     Segon lloc.
     Tercer lloc.
     Concursant eliminat a la gala.
     Concursant eliminat en semifinal.
     Concursant eliminat en l'últim assalt (sing-off).
     Concursant eliminat en la ronda de batalles.

## La Voz Kids 5 (2019)

### Coaches
| Nom            | Edat    | Descripció             | Estil musical                  | Assessor      | Edat    |
| -------------- | ------- | ---------------------- | ------------------------------ | ------------- | ------- |
| David Bisbal   | 40 anys | Estrella Internacional | Pop llatí.                     | Niña Pastori  | 41 anys |
| Rosario Flores | 56 anys | Artista consagrada     | Pop espanyol, Rumba i Flamenc. | Lolita Flores | 61 anys |
| Melendi        | 40 anys | Artista consagrat      | Pop, Pop-rock, Rock i Balada.  | Arkano        | 25 anys |
| Vanesa Martín  | 39 anys | Artista consagrada     | Pop i Pop-rock.                | Pastora Soler | 41 anys |

### Equips
|    |                    | Equip Bisbal                  | Equip Rosario      | Equip Melendi    | Equip Vanesa     |
| -- | ------------------ | ----------------------------- | ------------------ | ---------------- | ---------------- |
|    | 01                 | Irene Gil                     | Daniel García      | Sofia Esteban    | Aysha Bengoetxea |
| 02 | Salvador Bermúdez  | José Luis Sanzerito (Chavito) | Julio Gómez        | Patricia García  |                  |
| 03 | Alba Aguilar       | Paloma Puelles                | Alan Brizuela      | Marcos Díaz      |                  |
| 04 | María Expósito     | Paola Casas                   | Sara Gálvez        | Isabel Marsal    |                  |
| 05 | Maksym Pashnyk     | Marta Pérez                   | Juan Miguel Cortés | Yolaini Viñas    |                  |
| 06 | Ana María Escudero | Saira Suárez                  | Marta Berlín       | Laura Valle      |                  |
| 07 | Alicia Pétina      | Ruslana Panchishina           | Pablo Monge        | Laura Muñoz      |                  |
| 08 | Lucía Souto        | Claudia Saura                 | Enshar Ghateh      | Evelyn Condrow   |                  |
| 09 | Victoria Herráiz   | María Calero                  | Marcos Balmori     | Manuela Gómez    |                  |
| 10 | Berta Luna         | Juan Manuel Segovia Galán     | Pablo Castiñeira   | Esperanza Bonelo |                  |
| 11 | Lucía Torres       | Claudia Martínez              | Lucie Labays       | Aiert Alberdi    |                  |
| 12 | Giada Alessio      | Elena Aguallo                 | Ahlam Akourrih     | Carmen Ferre     |                  |
| 13 | Adriana Tonda      | Abel Bernal                   | Julia Gonçalves    | Miguel Martín    |                  |
| 14 | Hugo Sánchez       | Lidia España                  | María Fernández    | Eva Paul         |                  |
| 15 | Paloma Puelles     | Natalia Barone Torres         | Luis Giménez       | Laura Bautista   |                  |
| 16 | Juan Miguel Cortés | Yolaini Viñas                 | Olivia Fernández   | Irene Gil        |                  |

     La voz (guanyador).
     Segon lloc.
     Tercer lloc.
     Quart lloc.
     Concursant eliminat en la final.
     Concursant eliminat en la semifinal.
     Concursant eliminat en l'últim assalt (sing-off).
     Concursant eliminat en la ronda de batalles.
     Concursant «robat» per un altre coach després de perdre la seva batalla.

## La Voz Kids 6 (2021)

### Coaches
| Nom            | Edat    | Descripció             | Estil musical | Assessor   | Edat    |
| -------------- | ------- | ---------------------- | ------------- | ---------- | ------- |
| Melendi        | 41 anys | Artista consagrat      | Pop-rock      | Beret      | 24 anys |
| Rosario Flores | 55 anys | Artista consagrada     | Pop espanyol  | Rozalén    | 34 anys |
| Vanesa Martín  | 39 anys | Artista consagrada     | Pop espanyol  | Blas Cantó | 28 anys |
| David Bisbal   | 40 anys | Estrella Internacional | Pop llatí     | Aitana     | 21 anys |

### Equips
|    |                     | Equip Melendi         | Equip Rosario    | Equip Vanesa      | Equip Bisbal |
| -- | ------------------- | --------------------- | ---------------- | ----------------- | ------------ |
|    | 01                  | Levi Díaz             | Nazaret Moreno   | Lola Avilés       | Rocío Avilés |
| 02 | Jesús del Río       | Jesús Montero         | Javier Crespo    | Manuel Ayra       |              |
| 03 | David Cabot         | Marta Fernández       | Nora Fayos       | Carmen Puente     |              |
| 04 | Dayron Jiménez      | Inés Thandi Perdersen | Carla Quesada    | Lukas Urdea       |              |
| 05 | Alejandro Gutiérrez | Carlos Prieto         | Ferrán Amador    | Georgia Izquierdo |              |
| 06 | Alberto Negredo     | José Ángel Jiménez    | Cahaya Lovisa    | Xoel Tarín        |              |
| 07 | Adrián Belmonte     | Inés Burgos           | Julia Pascual    | Elieser Betancort |              |
| 08 | María López         | Erik Verdier          | Luna Clerc       | María Frías       |              |
| 09 | Rosario González    | Blanca Valdés         | Jesús Civera     | Marcos Moreno     |              |
| 10 | Haizea Roldán       | Alina Mamikonyan      | Luna Maio        | Samuel Martín     |              |
| 11 | Lisbel Francisco    | Rafael Velázquez      | Marina Luque     | Candela Morales   |              |
| 12 | María Baró          | Juanmi Salguero       | Nuria Humaran    | Noa Hernández     |              |
| 13 | Sonia Castellanos   | Sofía Pérez           | Carla Aucejo     | Leonor López      |              |
| 14 | Alejandro Marín     | Samira Cuesta         | Samantha Fonseca | Patricia Kirilova |              |
| 15 | Lucas Mesa          | Alison Fernández      | Xoel Tarín       | Lucía Casani      |              |
| 16 | Javier Crespo       | Santiago Padilla      | Nazaret Moreno   | Dayron Jiménez    |              |

     La voz (guanyador).
     Segon lloc.
     Tercer lloc.
     Quart lloc.
     Concursant eliminat en la final.
     Concursant eliminat en la semifinal.
     Concursant eliminat en l'últim assalt (sing-off).
     Concursant eliminat en la ronda de batalles.
     Concursant «robat» per un altre coach després de perdre la seva batalla.

## La Voz Kids 7 (2022)

### Coaches
| Nom             | Edat    | Descripció             | Estil musical                       | Assessor         | Edat    |
| --------------- | ------- | ---------------------- | ----------------------------------- | ---------------- | ------- |
| Pablo López     | 37 anys | Artista consagrat      | Pop.                                | Antonio Orozco   | 49 anys |
| David Bisbal    | 41 anys | Estrella Internacional | Pop Latino.                         | Luis Fonsi       | 43 anys |
| Aitana          | 22 anys | Artista consagrada     | Pop, Pop rock, Balada i Electropop. | Evaluna Montaner | 24 anys |
| Sebastián Yatra | 27 anys | Estrella internacional | Pop llatí, Balada i Reggaeton.      | Lola Índigo      | 29 anys |

### Equips
|    |                      | Equip Pablo                     | Equip David        | Equip Aitana     | Equip Yatra    |
| -- | -------------------- | ------------------------------- | ------------------ | ---------------- | -------------- |
|    | 01                   | Pol Calvo                       | Triana Jiménez     | Marina Oliván    | Antonio Cortés |
| 02 | Fran García          | Irene Molina                    | Roberta Fauteck    | Marta Porris     |                |
| 03 | Daniela Ángeles      | Aroa Salaño                     | Emilio Díaz        | Marío Falero     |                |
| 04 | Marcella Mrvaljevich | Blanca Miralles                 | Carlos Higes       | Macarena Estévez |                |
| 05 | Rocío Domínguez      | María Arilla                    | Rodrigo Cuesta     | Guillermo Moreno |                |
| 06 | Nayeli Ruíz          | Pablo Fernández                 | Christian Losada   | Paula Cañaveras  |                |
| 07 | Claudia Santamaría   | Enrique Gabarre Enrique Gabarre | Sandra Valero      | Shariff Ardá     |                |
| 08 | Carmen Alcalá        | Naia Castro                     | Elia Camí          | Joel Tena        |                |
| 09 | David Gil            | Gio García                      | Oihan Aristizabal  | Paula Paredes    |                |
| 10 | Ana Palomino         | José David Giménez              | Carla Pintor       | Jesús López      |                |
| 11 | Idaira Campaña       | Anaïs Mardivirin                | Luna Contador      | Ana Lucía Aliaño |                |
| 12 | Alberto Guzmán       | Irene Prieto                    | Naibeth Sánchez    | Zoe Medina       |                |
| 13 | Chloe Casugo         | Mara Ugalde                     | Sasha Matsiavina   | Diego Pulido     |                |
| 14 | María Arilla         | Rubén Gómez                     | Francheska Cruz    | Leonor Villalba  |                |
| 15 | Rodrigo Cuesta       | Marío Argüello                  | Carmen Ranea       | María Borja      |                |
| 16 | Antonio Cortés       | Christian Losada                | Marta Porris       | Venecia Franco   |                |
| 17 | Aroa Salaño          | Nayeli Ruíz                     | Claudia Santamaría | Lena Ilievska    |                |

     La voz (guanyador).
     Segon lloc.
     Tercer lloc.
     Quart lloc.
     Concursant eliminat en la final.
     Concursant eliminat en la semifinal.
     Concursant eliminat en l'últim assalt (sing-off).
     Concursant eliminat en la ronda de batalles.
     Concursant «robat» per un altre coach després de perdre la seva batalla.

## La Voz Kids 8 (2023)

### Coaches
| Nom             | Edat    | Descripció             | Estil musical                       | Assessor       | Edat    |
| --------------- | ------- | ---------------------- | ----------------------------------- | -------------- | ------- |
| David Bisbal    | 43 anys | Estrella internacional | Pop Latino                          | Rosa López     | 42 anys |
| Rosario Flores  | 59 anys | Artista consagrada     | Pop espanyol                        | La Mari        | 48 anys |
| Aitana          | 24 anys | Estrella internacional | Pop, Pop rock, Balada i Electropop. | Dani Fernández | 31 anys |
| Sebastián Yatra | 28 anys | Estrella Internacional | Pop llatí, Balada i Reggaeton.      | Rayden         | 37 anys |

### Equips
|    |                    | Equip David        | Equip Rosario    | Equip Aitana                         | Equip Yatra  |
| -- | ------------------ | ------------------ | ---------------- | ------------------------------------ | ------------ |
|    | 01                 | Lucía Baizán       | Amanda Sánchez   | Manuela de la Fuente                 | Rubén Franco |
| 02 | Adrián Campos      | Zhanel Ali         | Álvaro Tadeo     | Béty Dumitru                         |              |
| 03 | Nicole González    | Alfonso Ortiz      | Juanvi Fuentes   | Samuel Marín                         |              |
| 04 | Aitana González    | Paula Román        | Ana Valero       | Lucía Fernández                      |              |
| 05 | Daniela Montes     | Sara Pañero        | Alejandra España | Molly Puigcercos · Shelly Puigcercos |              |
| 06 | Emma García        | Érika Martín       | Dulce Barroso    | Joel Gómez                           |              |
| 07 | Alicia Herrera     | Daniela Marinho    | Martina García   | Lennon Jon Sharp                     |              |
| 08 | Isona Marmol       | Natalia Marín      | Nacho López      | Lucía Plaza                          |              |
| 09 | Miguel Sánchez     | Sofía Mouriño      | Hugo González    | Aroa Díaz                            |              |
| 10 | Cristina Cebrián   | Jimena Benítez     | Paula Villarroya | Layna Fernández                      |              |
| 11 | Ismael Pérez-Gil   | Aleix Ortiz        | Álex Barrenechea | Ibone Sardón                         |              |
| 12 | Andriy Golovnyuk   | Cecilia García     | Lucía Cubilla    | Adrián Cordón                        |              |
| 13 | Barbare Makhatadze | Fran López         | Blanca González  | Nina Cruz                            |              |
| 14 | Martina García     | Ana Lucía Cuartero | Jaime De la Vega | Martina Ramos                        |              |
| 15 | Amanda Sánchez     | Noa Cánovas        | Dylan Santiago   | Andrea Naya                          |              |
| 16 | Rubén Franco       | Lucía Schibler     | Lucía Fernández  | María Casillas                       |              |
| 17 | Paula Román        | Dulce Barroso      | Alicia Herrera   | Aitana González                      |              |

     La voz (guanyador).
     Concursant eliminat en la final.
     Concursant eliminat en la semifinal.
     Concursant eliminat en l'últim assalt (sing-off).
     Concursant eliminat en la ronda de batalles.
     Concursant «robat» per un altre coach després de perdre la seva batalla.

## La Voz Kids 9 (2024)

### Coaches
| Nom            | Edat    | Descripció             | Estil musical    | Assessor     | Edat         |
| -------------- | ------- | ---------------------- | ---------------- | ------------ | ------------ |
| David Bisbal   | 45 anys | Estrella internacional | Pop Latino       | Álvaro Soler | 33 anys      |
| Lola Índigo    | 32 anys | Estrella internacional | Pop, Pop Latino. | Judeline     | 20 anys      |
| Rosario Flores | 60 anys | Artista consagrada     | Pop espanyol     | El Kanka     | 41 anys      |
| Melendi        | 45 anys | Estrella Internacional | Pop-rock.        | Mau & Ricky  | 33 i 30 anys |

### Equips
|    |                 | Equip David       | Equip Lola          | Equip Rosario        | Equip Melendi |
| -- | --------------- | ----------------- | ------------------- | -------------------- | ------------- |
|    | 01              | Alira Moya        | Rafael Mateo        | Juan Francisco Morán | Vera Lukash   |
| 02 | Mario Márquez   | Aitana Velásquez  | Rafael Amador       | Martina Fernández    |               |
| 03 | Dayana Riverón  | Alicia Scutelnicu | Estefanía Fernández | Marc Moya            |               |
| 04 | Paula Serrano   | Astrid Verweij    | Nadia González      | Inés Pereira         |               |
| 05 | Colin Doljescu  | Eugenia Garrido   | Celia Puntas        | Lucas Santiago       |               |
| 06 | Esther Benito   | Gisela Delgado    | Alejandro Velasco   | Curro Alcina         |               |
| 07 | Iker González   | Luis Rodríguez    | Daniil Grebenyuk    | Triana Pampliega     |               |
| 08 | Minuto y Medio* | Carmen Holden     | Ivet Costa          | Aisha Alemán         |               |
| 09 | Inés Pereira    | Mario Márquez     | Aitana Velásquez    | Nadia González       |               |
| 10 | Arón Góngora    | Ainara Romero     | María Moreno        | Lucía Campos         |               |
| 11 | Claudia Blanco  | Taina Gravier     | Juan José Almagro   | Samantha Bracho      |               |
| 12 | Julia Atucha    | Nuria Peter       | María López         | Natalia Ruíz         |               |
| 13 | Alexia Lucha    | Henar Gregori     | Sergio Menchón      | Paula Desco          |               |
| 14 | Juan Alonso     | Sergio Plaza      | Oriana Segura       | José David Martínez  |               |
| 15 | Iván Ruiz       | Cristina Falcón   | Amy Belén           | Amor López           |               |
| 16 | Luis Mosteo     | Carmen Cuevas     | Vega Cano           | Galileo Diges        |               |
| 17 | Iker Álvarez    | Kyra Godínez      | Isabella Rivillas   | Alonso Jiménez       |               |

- Nota:(*) Minuto y Medio es una banda de rock formada pels concursants Adrián, Astón, David, Javi, Patrick i Sergio.

     La voz (guanyador).
     Concursant eliminat en la final.
     Concursant eliminat en la semifinal.
     Concursant eliminat en l'últim assalt (sing-off).
     Concursant eliminat en la ronda de batalles.
     Concursant «robat» per un altre coach després de perdre la seva batalla.

## La Voz Kids 10 (2025)

### Coaches
| Nom           | Edat    | Descripció             | Estil musical                    | Assessor        | Edat    |
| ------------- | ------- | ---------------------- | -------------------------------- | --------------- | ------- |
| Manuel Turizo | 25 anys | Estrella Internacional | Pop Latino, reggaeton, pop urbà. | Kappo           | 27 anys |
| Edurne        | 39 anys | Artista consagrada     | Pop, Rock, electropop            | Natalia Lacunza | 31 anys |
| David Bisbal  | 46 anys | Estrella internacional | Pop Latino                       | Danna Paola     | 30 anys |
| Lola Índigo   | 33 anys | Estrella internacional | Pop, Pop Latino.                 | Rvfv            | 24 anys |

### Equips
|    |                    | Equip Turizo          | Equip Edurne       | Equip David        | Equip Lola |
| -- | ------------------ | --------------------- | ------------------ | ------------------ | ---------- |
| 01 | Lucas Paulano      | Manuel Pato           | Miguel Ramírez     | Lucía Pascual      |            |
| 02 | Geraldine Arana    | Isabel Buendía        | Emilio Barrul      | David Calvo        |            |
| 03 | Javier Jesús Gómez | Santiago Saavedra     | Daniela Niebla     | Iker Durán         |            |
| 04 | Frida Cifuentes    | Clara Matilde Vázquez | Marta Gómez        | David Sarnago      |            |
| 05 | Llara Aranda       | María Eugenia Tovar   | Prishylla Vlad     | Carolina Valiente  |            |
| 06 | Aran Ciurana       | Guillermo Pérez       | Luís Valladares    | Adriana Vigo       |            |
| 07 | Salma Rodríguez    | Daniela González      | Celia Ortega       | Matías Mosna       |            |
| 08 | Santiago Saavedra  | Daniela Niebla        | Iker Durán         | Javier Jesús Gómez |            |
| 09 | Samuel Ortiz       | Nerea Tamayo          | Alejandro Martínez | Javier Contreras   |            |
| 10 | Ana Elena Márquez  | Thais Ceacero         | Gonzalo Posadas    | Mariam González    |            |
| 11 | Sofía Savov        | Aylín Burdan          | Cayetana García    | Engel Cuesta       |            |
| 12 | Yuliangela Rendón  | Antonio Pozo          | Manuel González    | Miguel Fernández   |            |
| 13 | Isabella Tapia     | Emma Mora             | Clara Zambudio     | Almudena Meneses   |            |
| 14 | Carla Santilario   | Claudia Díaz          | Daniela Delgado    | Leo Rose           |            |
| 15 | Laura Carmona      | Ángela Jiménez        | Pere Company       | Ana Gómez          |            |

     La voz (guanyador).
     Concursant eliminat en la final.
     Concursant eliminat en la semifinal.
     Concursant eliminat en l'últim assalt (sing-off).
     Concursant eliminat en la ronda de batalles.
     Concursant «robat» per un altre coach després de perdre la seva batalla.

## Palmarés de La Voz Kids

### La Voz Kids (concursants)
| Edició                 | Data | Guanyador       | Subcampió           | Tercer                  | Quart            |
| ---------------------- | ---- | --------------- | ------------------- | ----------------------- | ---------------- |
| La Voz Kids Espanya 1  | 2014 | María Parrado   | Triana d'Alba       | Raúl Vidal (El Balilla) |                  |
| La Voz Kids Espanya 2  | 2015 | José María Ruíz | Índigo Salvador     | Javier Erro             |                  |
| La Voz Kids Espanya 3  | 2017 | Rocío Aguilar   | Antonio Díez (Aray) | Esperanza Garrido       |                  |
| La Voz Kids Espanya 4  | 2018 | Melani García   | Jeremai Cruz        | Flori Alexandra         |                  |
| La Voz Kids Espanya 5  | 2019 | Irene Gil       | Daniel García       | Sofía Esteban           | Aysha Bengoetxea |
| La Voz Kids Espanya 6  | 2021 | Levi Díaz       | Nazaret Moreno      | Lola Avilés             | Rocío Avilés     |
| La Voz Kids Espanya 7  | 2022 | Pol Calvo       | Triana Jiménez      | Marina Oliván           | Antonio Cortés   |
| La Voz Kids Espanya 8  | 2023 | Rubén Franco    | No proclamat        | No proclamat            | No proclamat     |
| La Voz Kids Espanya 9  | 2024 | Alira Moya      | No proclamat        | No proclamat            | No proclamat     |
| La Voz Kids Espanya 10 | 2025 | Lucas Paulano   | No proclamat        | No proclamat            | No proclamat     |

### La Voz Kids (jurat)
| Edició                 | Data | Guanyador       | Subcampió      | Tercer         | Quart           |
| ---------------------- | ---- | --------------- | -------------- | -------------- | --------------- |
| La Voz Kids Espanya 1  | 2014 | Malú            | Rosario Flores | David Bisbal   |                 |
| La Voz Kids Espanya 2  | 2015 | Manuel Carrasco | Rosario Flores | David Bisbal   |                 |
| La Voz Kids Espanya 3  | 2017 | Antonio Orozco  | Rosario Flores | David Bisbal   |                 |
| La Voz Kids Espanya 4  | 2018 | Melendi         | Rosario Flores | Antonio Orozco |                 |
| La Voz Kids Espanya 5  | 2019 | David Bisbal    | Rosario Flores | Melendi        | Vanesa Martín   |
| La Voz Kids Espanya 6  | 2021 | Melendi         | Rosario Flores | Vanesa Martín  | David Bisbal    |
| La Voz Kids Espanya 7  | 2022 | Pablo López     | David Bisbal   | Aitana         | Sebastián Yatra |
| La Voz Kids Espanya 8  | 2023 | Sebastián Yatra | No proclamat   | No proclamat   | No proclamat    |
| La Voz Kids Espanya 9  | 2024 | David Bisbal    | No proclamat   | No proclamat   | No proclamat    |
| La Voz Kids Espanya 10 | 2025 | Manuel Turizo   | No proclamat   | No proclamat   | No proclamat    |

## Audiències

### La Voz Kids Espanya: Edicions
| Edició                       | Data | Cadena    | Espectadors | Quota | Gala final        |
| ---------------------------- | ---- | --------- | ----------- | ----- | ----------------- |
| La Voz Kids: Primera edició  | 2014 | Telecinco | 5 176 000   | 30,1% | 5 174 000 (31,6%) |
| La Voz Kids: Segona edició   | 2015 | Telecinco | 4 403 000   | 28,1% | 4 944 000 (31,9%) |
| La Voz Kids: Tercera edició  | 2017 | Telecinco | 3 129 000   | 23,8% | 3 728 000 (27,9%) |
| La Voz Kids: Quarta edició   | 2018 | Telecinco | 2 731 000   | 21,4% | 3 411 000 (27,8%) |
| La Voz Kids: Cinquena edició | 2019 | Antena 3  | 1 910 000   | 14,3% | 1 965 000 (14,3%) |
| La Voz Kids: Sisena edició   | 2021 | Antena 3  | 2 672 000   | 22,0% | 1 761 000 (18,4%) |
| La Voz Kids: Setena edició   | 2022 | Antena 3  | 1 349 000   | 15,3% | 1 551 000 (19,7%) |
| La Voz Kids: Vuitena edició  | 2023 | Antena 3  | 1 223 000   | 13,2% | 1 253 000 (17,2%) |
| La Voz Kids: Novena edició   | 2024 | Antena 3  | 1 209 000   | 14,3% | 1 174 000 (17,0%) |
| La Voz Kids: Desena edició   | 2025 | Antena 3  | 1 031 000   | 13,2% | 1 180 000 (17,3%) |